# 布魯格貝格山
47°29′45″N 8°12′35″E / 47.495719°N 8.209834°E

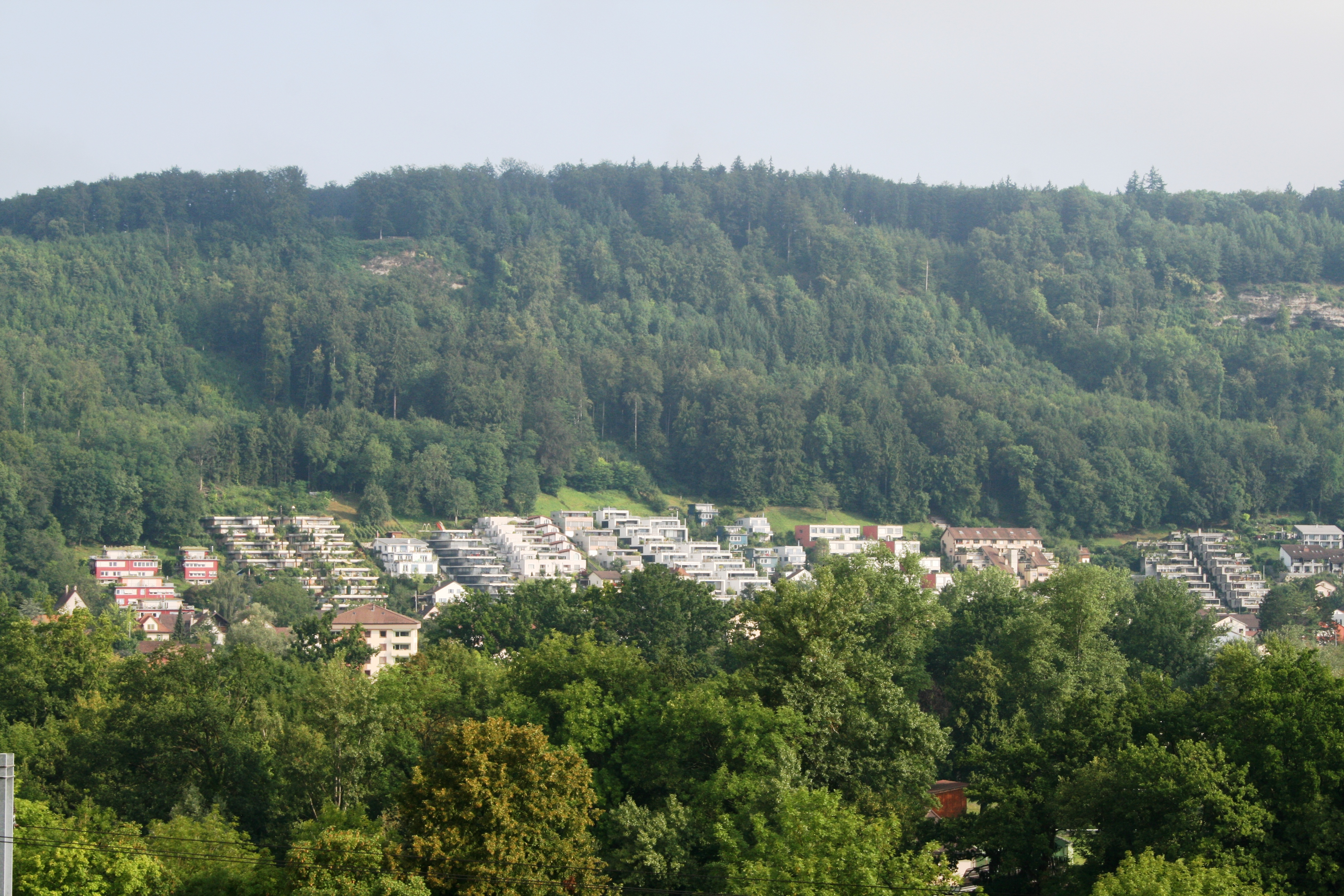

布魯格貝格山（德語：Bruggerberg），是瑞士的山峰，位於該國北部，由阿爾高州負責管轄，屬於汝拉山的一部分，處於布魯格以北，海拔高度516米。